# Dudley John Beaumont
Dudley John Beaumont (1877 – 24 novembre 1918) è stato un ufficiale e pittore inglese, consorte di Sibyl Mary Hathaway, Dama di Sark.
Figlio di William Spencer Beaumont e nipote di John Thomas Barber Beaumont, entrambi ufficiali, conobbe la futura Dama di Sark, quando era ancora giovanissimo, per farle un ritratto e se ne innamorò immediatamente. La coppia dovette affrontare la severa opposizione del padre di lei, il Seigneur William Frederick Collings che giunse a cacciare la figlia da casa. I due si trasferirono dalla famiglia di William, a Londra, dove si sposarono nel 1901 e insieme ebbero ben sette figli (l'ultima delle quali nata dopo la morte del padre): Bridget Amice (1902–1948); Francis William Lionel (1903–1941), padre di John Michael Beaumont; Cyril John Astley (1905–1973); Basil Ian (1908–1909); Douce Alianore Daphne (1910–1967); Richard Vyvyan Dudley (n. 1915); Jehanne Rosemary Ernestine (n. 1919).
Arruolatosi volontario nel Reggimento Glouchestershire dal 1905 al 1908, partecipò alla prima guerra mondiale nelle file del West African Frontier Force nel Camerun tedesco, trasferito nel 36º battaglione dei Fucilieri Reali nel 1916, fu infine congedato nel 1917 per problemi di salute. Venne decorato con il Silver War Badge.
Morì il 24 novembre 1918 a causa dell'influenza spagnola.